# Intercontinental Exchange
Die Intercontinental Currency Exchange (ICE) oder kurz Intercontinental Exchange ist ein Börsenbetreiber mit Sitz in Atlanta, USA, der auf den elektronischen Handel von Optionen und Futures auf Elektrizität, Energie- und Agrarrohstoffe sowie Emissionen spezialisiert ist. 

## Elektronischer Marktplatz
Zur Intercontinental Exchange gehören folgende Börsen: 
- ICE Futures, früher „International Petroleum Exchange (IPE)“
- ICE Futures U.S., früher „New York Board of Trade (NYBOT“) und
- ICE Futures Canada, früher „Winnipeg Commodity Exchange (WCE)“
- ICE Futures Singapore (früher Singapore Mercantile Exchange)
- New York Stock Exchange, größte Wertpapierbörse der Welt (NYSE)
- NYSE American, ehemals „American Stock Exchange“ (AMEX)
- NYSE Arca
- NYSE National (Ehemals National Stock Exchange (NSX))
- LIFFE, Londoner Terminbörse
- ICE Futures Abu Dhabi

An der ICE Futures in London findet der elektronische Handel von Optionen und Futures auf elektrische Energie, Erdöl, Erdgas sowie Emissionen von Schwefeloxiden (SOx) und Stickoxiden (NOx) statt. Die Börse ist Handelsplattform für die in Europa führende Ölsorte Brent. Der National Balancing Point (NBP), ein virtueller Handelspunkt an der ICE Futures, ist die Benchmark für den Gaspreis in Großbritannien.
Ein weiteres Geschäftsfeld sind der Handel von Optionen und Futures auf Agrarrohstoffe. So sind an der ICE Futures U.S. in New York unter anderem Baumwolle, Kaffee, Kakao, Orangensaft und Zucker notiert. Dagegen werden an der ICE Futures Canada in Winnipeg hauptsächlich Futterweizen, Hafer, Gerste, Leinsamen, Rapssaat (Canola) und Roggen gehandelt. An der ICE Futures U.S. notiert sind Futures auf die Aktienindizes Russell 1000 und Russell 2000, auf diverse Rohstoffindizes (CRB-Index, Continuous Commodity Index) sowie den U.S. Dollar Index, welcher den Wert des US-Dollars mittels eines Währungskorbs aus sechs Währungen vergleicht. 
Der elektronische Handel an der Intercontinental Exchange beginnt am Sonntag, 17:30 Uhr Eastern Standard Time (EST), östliche US-Standardzeit (23:30 Uhr MEZ) und endet am Freitag, 18:30 Uhr EST (0:30 Uhr MEZ).

## Geschichte
1997 erwarb Jeffrey C. Sprecher, ICE-Gründer und Geschäftsführer, die „Continental Power Exchange (CPEX)“ mit dem Ziel der Entwicklung einer internetbasierten Plattform für die Erbringung eines transparenteren und effizienteren Marktes für den außerbörslichen Handel (OTC) mit Energierohstoffen. Am 11. Mai 2000 gründeten einige der weltweit größten Energiehändler die „Intercontinental Exchange (ICE)“.
Im Juni 2001 erweiterte die ICE ihr Geschäft im Futures-Handel durch die Akquisition der „International Petroleum Exchange (IPE)“ in London. Die IPE ist die größte Terminbörse für Optionen und Futures auf Erdöl, Erdgas und elektrische Energie in Europa. 2003 vereinbarte die ICE eine Partnerschaft mit der Chicago Climate Exchange (CCX), einem freiwilligen Handelssystem, bei dem sich 350 meist große Firmen, Universitäten und Verbände verpflichtet haben, ihre gemeinsamen Treibhausemissionen zu senken.
Am 7. April 2005 erfolgte eine Verlegung aller Warentermingeschäfte der IPE auf eine elektronische Handelsplattform, deren Aktivität seitdem von der „Financial Services Authority (FSA)“, der britischen Finanzaufsichtsbehörde, überwacht wird. Die Umbenennung der International Petroleum Exchange in ICE Futures trat am 26. Oktober 2005 in Kraft. Seit 16. November 2005 ist die ICE an der New York Stock Exchange notiert. Am 16. Juni 2006 wurde das Unternehmen in den Aktienindex Russell 1000 aufgenommen. 
Am 14. September 2006 kündigte die ICE die Übernahme des New York Board of Trade (NYBOT) an. Die Offerte beinhaltete eine Barzahlung von 400 Millionen US-Dollar sowie die Übertragung von 10,297 Millionen ICE-Aktien. Das Angebot bewertete NYBOT mit rund einer Milliarde US-Dollar. Am 12. Januar 2007 war der Kauf abgeschlossen. Am 3. September 2007 erhielt die Börse den Namen ICE Futures U.S.
Im Juli 2007 expandierte das Unternehmen durch den Erwerb von „ChemConnect“, einer Handelsplattform für Flüssiggas und Chemikalien, sowie im September 2007 durch den Kauf der „Winnipeg Commodity Exchange (WCE)“. An der kanadischen Getreidebörse, gegründet 1887, werden Futures auf Agrarrohstoffe notiert. Am 1. Januar 2008 erfolgte die Umbenennung der WCE in ICE Futures Canada. 
Am 28. März 2007 vereinbarte die ICE eine Partnerschaft mit der Natural Gas Exchange (NGX), einer kanadischen Börse für den Handel und das Clearing von Erdgas- und Elektrizitätsverträgen. Im Oktober 2007 erfolgte die Akquisition von „Chatham Energy“, einem Broker, der auf außerbörsliche Energie-Optionen spezialisiert ist und im Januar 2008 der Kauf von „YellowJacket“, einer elektronischen Handelsplattform für den außerbörslichen Handel mit Energie-Optionen. Im August 2008 war der Erwerb von „Creditex“, einem Anbieter elektronischer Umsetzungsservices im Kreditderivatmarkt, komplett. 
Im Oktober 2008 wurde mit The Clearing Corporation (TCC), einem US-Abwicklungsdienstleister, ein Abkommen geschlossen, um die gemeinsame weltweite Clearing-Lösung für so genannte Credit Default Swaps (CDS) weiterzuentwickeln. Im Zuge dessen wird TCC übernommen und danach der ICE US Trust (ICE Trust) gebildet. Am 6. März 2009 schloss ICE die Akquisition von The Clearing Corporation (TCC) erfolgreich ab und konnte nach positiver Genehmigung durch die US Regulierungsbehörden am gleichen Tag am folgenden Montag, den 9. März 2009 erfolgreich das Clearing für CDS-Kontrakte als weltweit erster Anbieter starten.
Am 20. Dezember 2012 gab die Intercontinental Exchange den Kauf der NYSE Euronext für 8,2 Milliarden US-Dollar bekannt. Das entspricht einem Preis von 33,12 US-Dollar pro Aktie. Bezahlt hat die Rohstoffbörse die Übernahme aus einer Kombination von Bargeld und bestehenden Krediten. Die Transaktion wurde am 13. November 2013 abgeschlossen.

## Mitgliedschaften
Die Börse ist Mitglied:
- World Federation of Exchanges[13]
- Sustainable Stock Exchanges Initiative